# La Sireneta (estàtua)
La Sireneta (en danès Den lille havfrue) és una escultura d'una sirena de bronze, que es troba a la ciutat de Copenhaguen. Realitzada per l'escultor danès Edvard Eriksen, es troba en una roca vora l'aigua al passeig marítim del parc Langelinie, a Copenhaguen, que desemboca al mar Bàltic i és també propera al palau reial d'Amalienborg. L'escultura, de bronze fos, fa 1.25 metres (4.1 ft) d'alçada i pesa 175 quilograms (385 lb).
Basada en el conte de fades homònim de 1837 de l'autor danès Hans Christian Andersen, la petita i modesta estàtua és una icona de Copenhaguen i ha estat una important atracció turística des de la seva inauguració el 1913. En les últimes dècades s'ha convertit en un objectiu popular de desfiguració per part de vàndals i activistes polítics.
La Sireneta és una de les estàtues icòniques que simbolitzen ciutats; com el Manneken Pis a Brussel·les; l'Estàtua de la Llibertat a Nova York; el Crist Redemptor a Rio de Janeiro; o la Columna de Nelson a Londres.

## Història

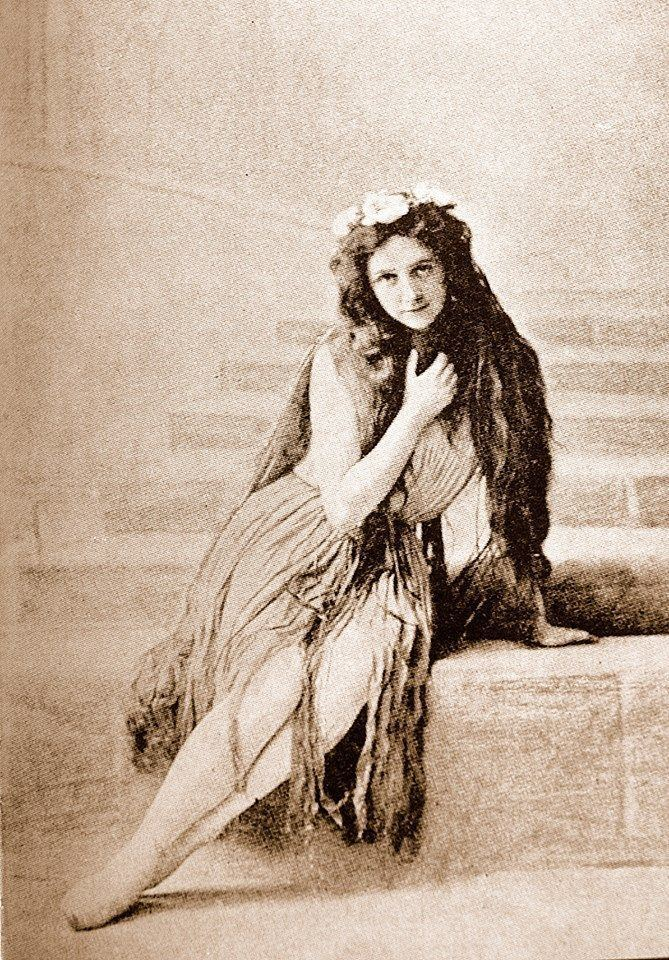
Ellen Price com la Sireneta, al Ballet Reial Danès, el 1909

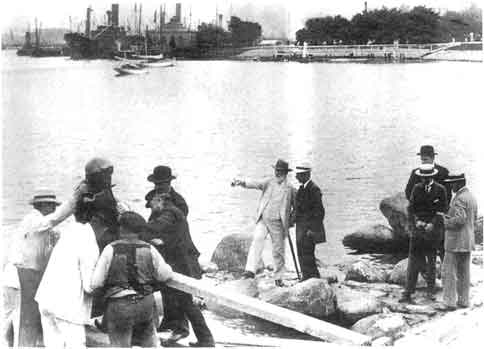
Muntatge de l'estàtua de la Sireneta (Copenhaguen, Langeline, 1913)

L'estàtua, inaugurada a Langelinie el 23 d'agost de 1913, va ser encarregada l'any 1909 per l'empresari cerveser Carl Jacobsen, fill del fundador de Carlsberg, i donada a la ciutat de Copenhaguen. Amb ella, Jacobsen va voler homenatjar la ballarina danesa Ellen Price, gran estrella del Ballet Real Danesa, que havia obtingut un gran èxit actuant en una obra de ballet basada en el conte La sirenita, escrit per Hans Christian Andersen en 1837. Davant la negativa de la ballarina a posar nua, Eriksen va decidir utilitzar a la seva dona com a model per al cos.
El 26 de març de 2010, La Sireneta va viatjar fins a Xangai (Xina) per presidir el pavelló danès a l'Expo 2010, celebrada en aquesta ciutat xinesa. Es tracta de la primera sortida de la famosa estàtua del país. La Sireneta va estar a la Xina els sis mesos que va durar l'Expo. Mentre l'estàtua era a Xangai, se'n va exposar una còpia autoritzada en una roca al llac dels Jardins de Tivoli, a prop de Copenhaguen. El dissabte 20 de novembre de 2010, l'estàtua de La sireneta va ser novament instal·lada en el port de Copenhaguen.
Els funcionaris de Copenhaguen han considerat traslladar l'estàtua uns metres cap al port per dissuadir el vandalisme i evitar que els turistes s'hi enfilin, però a partir del setembre del 2022 l'estàtua roman a terra ferma a la vora de l'aigua de Langelinie.

### Vandalisme
Aquesta estàtua ha estat danyada diverses vegades des de mitjan dècada del 1960. Entre els diferents actes vandàlics que ha patit, ha estat decapitada en dues ocasions, danyada en un altre intent de decapitació i desmembrada. També li han llançat pintura en diverses ocasions, li han soldat una joguina sexual i una bomba l'ha fet caure a l'aigua.  Malgrat aquests incidents, sempre ha estat restaurada. Aquesta és la cronologia dels actes vandàlics que ha patit la imatge:
- 24 d'abril de 1964: El cap de l'estàtua va ser tallada i robada. El cap mai va ser recuperat i un nou cap va ser fos amb els motlles originals i col·locat a l'estàtua el 13 de maig.[13]
- Abril de 1998: Apareix decapitada per segona vegada.[6] En aquesta ocasió, es va aconseguir recuperar el cap.[14]
- 11 de setembre de 2003: L'estàtua va ser precipitada a l'aigua per vàndals que van usar explosius i una palanca.[15]
- Març de 2006: Apareix sostenint una joguina sexual a la mà.[3]
- 30 de maig de 2017: Va ser coberta de pintura vermella per activistes protestant contra la caça de la balena cap d'olla negre d'aleta llarga (Globicephala melas), a l'Atlàntic Nord.[2]
- 14 de juny de 2017: Va ser coberta de pintura blanca i blava.[16]
- El 13 de gener de 2020, els partidaris de les protestes de Hong Kong de 2019-2020 van pintar "Free Hong Kong" a la pedra on està muntada l'estàtua.[17]
- El 3 de juny de 2020, arran de les protestes de George Floyd i del moviment Black Lives Matter, l'estàtua va ser vandalitzada amb les paraules racist fish (en català, peix racista) escrites a la base de pedra,[18][19]cosa que va deixar perplexos els observadors i especialistes, ja que res relacionat amb l'estàtua, HC Andersen o el seu conte de fades, s'entenia com podia ser interpretat com a racista.[20]
- El març de 2022, es va escriure "Z = svastika" a la base de pedra de l'estàtua, per oposar-se a Rússia i la seva invasió d'Ucraïna, on les forces russes utilitzaven àmpliament la " Z " com a símbol.[21] Un any després es va pintar una bandera russa a la pedra, que es va considerar una mostra de suport a Rússia.[22]

Tot i que no es considera vandalisme, ja que no s'ha fet cap mal a l'estàtua, la gent també l'ha vestit repetidament, sigui per diversió o per mostrar posicionaments més seriosos. El 2004, l'estàtua va ser coberta amb una burca en protesta contra la sol·licitud de Turquia d'adhesió a la Unió Europea. El maig de 2007, es va tornar a trobar vestida amb roba que es relaciona amb la creença musulmana i un mocador al cap. Altres exemples són els moments en què s'ha posat un barret de Nadal al cap o se l'ha vestit amb les samarretes de les seleccions nacionals de futbol noruega o sueca, que tenen una gran rivalitat.

## Còpies

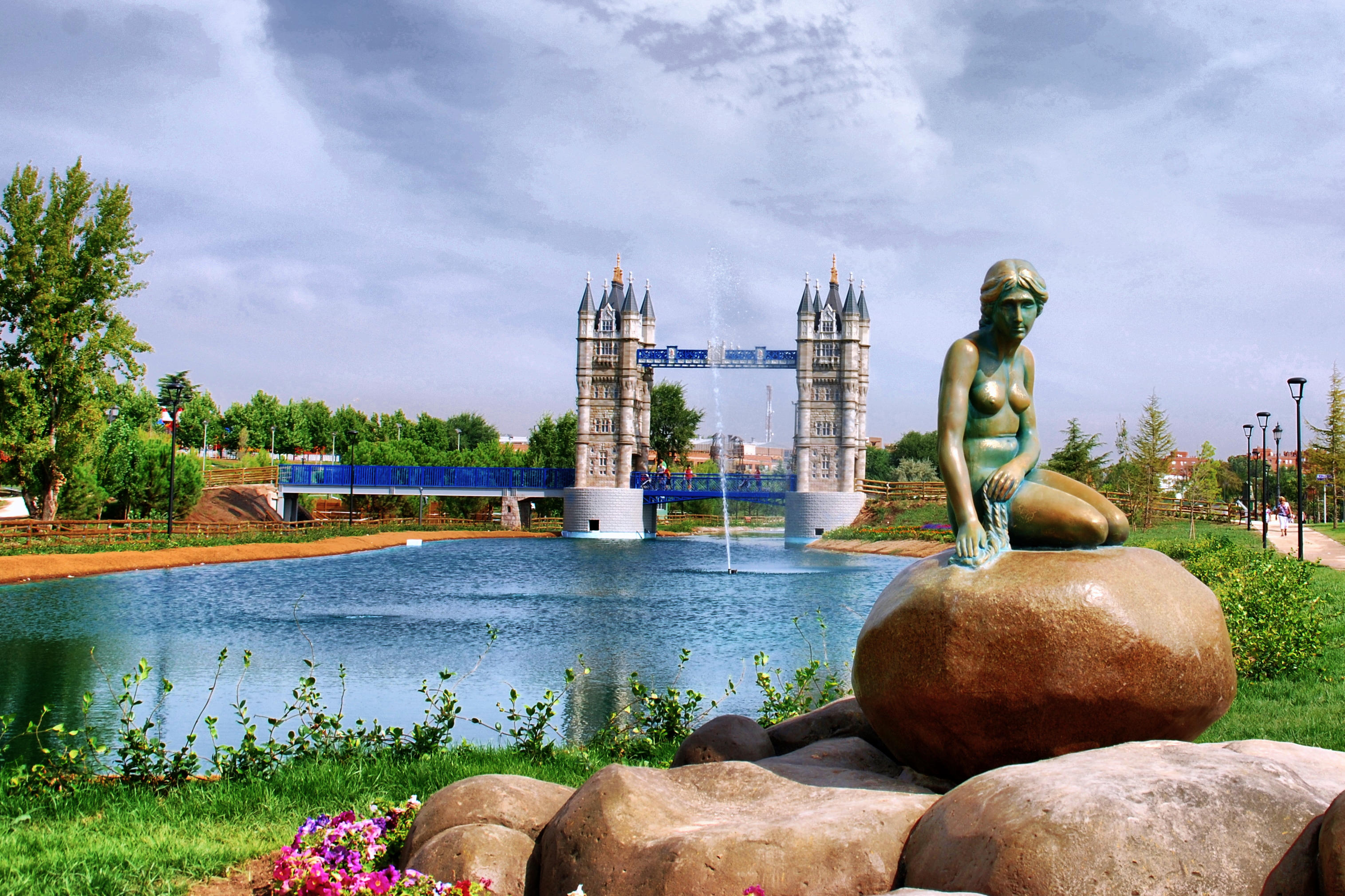
Rèplica de La Sireneta de Copenhaguen al Parc Europa de Torrejón d'Ardoz, Espanya.

A part de l'estàtua exposada, que és una rèplica de l'original, hi ha més de tretze còpies intactes de l'estàtua arreu del món, catalogades per Mermaids of Earth, incloent-hi Solvang, Califòrnia; Kimballton, Iowa ; Piatra Neamț, Romania; Torrejón de Ardoz (Madrid), Espanya; Seül, Corea del Sud; i una còpia de mida mitjana a Calgary, Alberta, Canadà. La tomba de l'artista danoamericà Victor Borge també n'inclou una còpia. L' aeroport de Copenhaguen també té una rèplica de la sirena juntament amb una estàtua d'Andersen.
Algunes estàtues similars a La Sireneta es troben a Sicília. La primera es va col·locar el 1962 al passeig marítim de Giardini Naxos, i mesura uns quatre metres d'alçada sobre una font. En segon lloc es va situar una sirena a una profunditat de mar d'uns 18 metres. Dins de l'Àrea Marina Protegida del Plemmiro de Siracusa.
Una còpia de l'estàtua constitueix la contribució danesa als Jardins Internacionals de la Pau de Salt Lake City. La rèplica a mida mitjana va ser robada el 26 de febrer de 2010, però es va recuperar el 7 d'abril abandonada al parc.
El 3 de juny de 2012 va ser inaugurada a Elsinor un «álter ego masculí» inspirat en l'escultura de La Sireneta i pensant en la seva "necessitat de companyia", obra de la parella d'escultors Ingar Dragset i Michael Elmgreen. Aquesta nova escultura anomenada Han (del danès: Ell), igual que La Sireneta, jau sobre una gran pedra mirant al mar, encara que aquesta pedra és d'acer inoxidable com tota l'escultura. La nova estàtua conté un sistema hidràulic que li permet pestanyejar una vegada cada hora.
Dinamarca va regalar una rèplica de l'estàtua al Brasil el 1960, en honor de la construcció de Brasília, la nova capital del país que es va inaugurar l'any. Va ser instal·lada cinc anys després davant de l'edifici principal del Comandament de la Marina Brasilera, a Brasília, Districte Federal, on roman avui dia.

## Drets d'autor

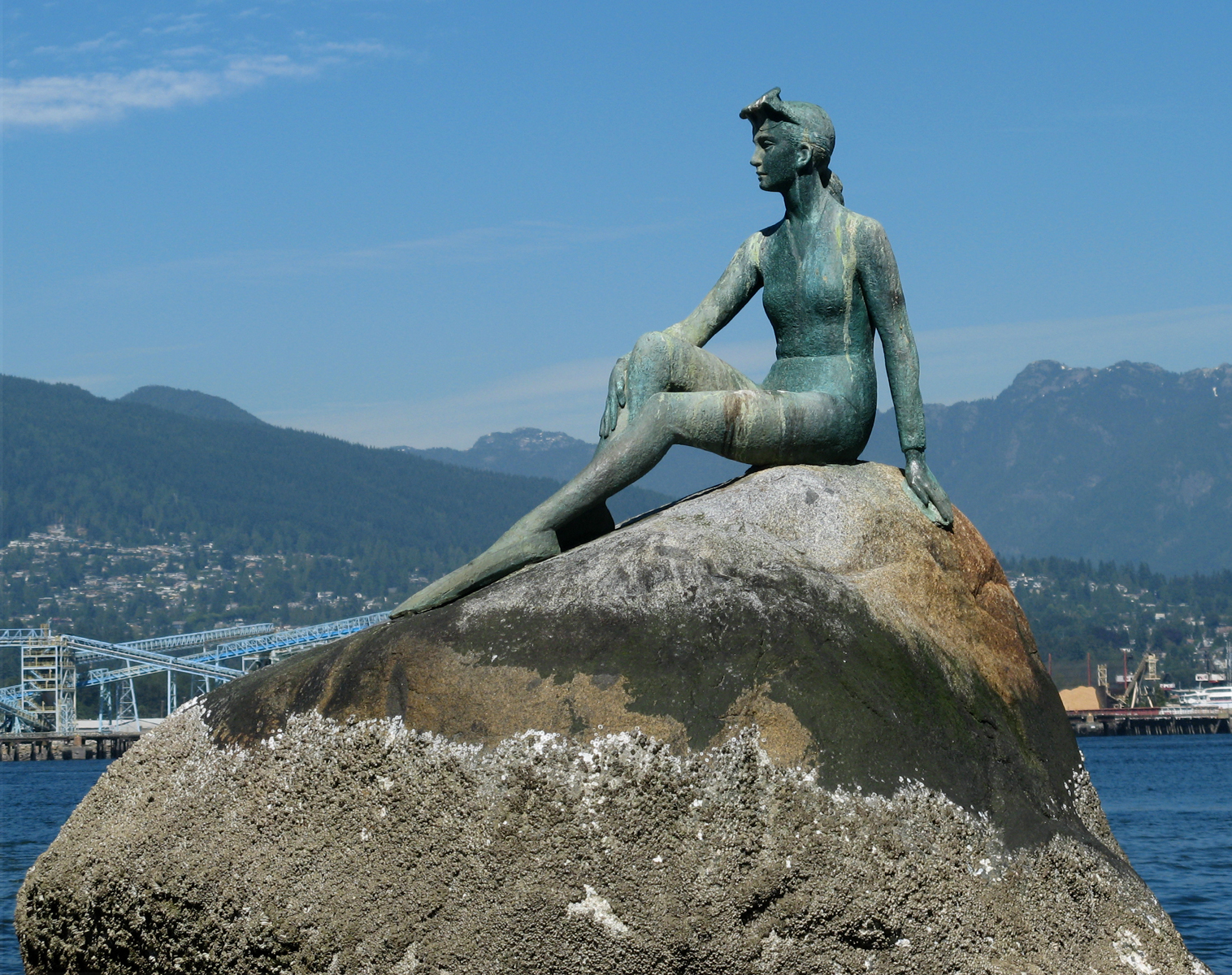
Noia amb vestit de neoprè d'Elek Imredy (1972), una estàtua similar a La Sireneta, a Vancouver

Les regulacions daneses no permeten la llibertat de panorama de les obres d'art, motiu pel qual no es poden fer fotografies lliures de drets de l'escultura, ja que s'infringeixen els drets d'autor. L'estàtua té drets d'autor fins a l'1 de gener de 2030, setanta anys després de la mort del creador. Des del 2019, es poden comprar rèpliques, autoritzades per a la venda per la família Eriksen.
El diari danès Berlingske va ser demandat el 2020 per publicar vinyetes que parodiaven l'estàtua com a part d'un article sobre la cultura del debat danès i les idees de dretes. El diari va ser acusat de demonitzar La Sireneta i el tribunal li va ordenar pagar 285.000 corones. El diari va perdre la seva apel·lació el febrer de 2022. Tanmateix, el Tribunal Suprem danès va dictaminar el 17 de maig de 2023 que «ni el dibuix caricaturesc ni la fotografia de La Sireneta amb una màscara, que va ser portada a Berlingske en relació amb articles de premsa, infringien els drets d'autor dels hereus de l'escultura La Sireneta», citant el principi de paròdia consagrat a la llei de drets d'autor de Dinamarca.
El 1994 es va instal·lar una rèplica a Greenville, Michigan, per celebrar el patrimoni danès de la ciutat, amb un cost de 10.000 dòlars. El 2009, la Societat per als Drets de l'Artista va demanar a la ciutat una llicència de 3.800 dòlars, al·legant que l'obra violava els drets d'autor d'Eriksen. Amb uns 76 cm d'alçada, la rèplica de Greenville té la meitat de la mida de l'original, i té una cara diferent i pits més grans, així com altres factors distintius. Més tard es va informar que la reclamació de drets d'autor havia estat retirada.
Hi ha similituds entre l'estàtua de la Sireneta i l'estàtua de la Pània de l'Escull a la platja de Napier, Nova Zelanda, i algunes similituds entre els contes de la Sireneta i la Pania. L'estàtua de 1972 d'una bussejadora (titulada Noia amb vestit de neoprè d'Elek Imredy) a Vancouver, Columbia Britànica, Canadà, va ser encarregada quan, com que no podia obtenir permís per reproduir l'estàtua de Copenhaguen, les autoritats de Vancouver van seleccionar-ne una versió moderna.
El 2016, es va instal·lar una estàtua similar al port d'Asaa, Dinamarca, on també està muntada a la part superior d'una roca. Els hereus de l'escultor estan demandant, al·legant que l'estàtua d'Asaa s'assembla massa a la famosa, i exigeixen una indemnització per danys i perjudicis i la destrucció de l'estàtua d'Asaa.